# Siergiej Pogoriełow
Siergiej Walentinowicz Pogoriełow (Сергей Валентинович Погорелов, ur. 2 czerwca 1974 w Wołgogradzie, zm. 24 kwietnia 2019 tamże) – rosyjski piłkarz ręczny. Dwukrotny medalista olimpijski.
Z reprezentacją Rosji brał udział w trzech igrzyskach olimpijskich (XXVI Letnie Igrzyska Olimpijskie Atlanta 1996, XXVII Letnie Igrzyska Olimpijskie Sydney 2000 i XXVIII Letnie Igrzyska Olimpijskie Ateny 2004) – w 2000 sięgnął po złoto, w 2004 wywalczył brąz. Na mistrzostwach świata zdobywał złoto w 1997. Był również mistrzem Europy w 1996 i srebrnym medalistą kontynentalnego czempionatu w 2000. Grał w klubie z rodzinnego Wołgogradu (Kaustik) i zdobywał z nim tytuły mistrza kraju, ale także we Francji, Niemczech i Hiszpanii.